# Niederländische Unihockeynationalmannschaft
Die niederländische Unihockeynationalmannschaft repräsentiert die Niederlande bei Länderspielen und internationalen Turnieren in der Sportart Unihockey (auch bekannt als Floorball).
1993 wurde der Nederlandse Floorball en Unihockey Bond (NeFUB) gegründet, 1994 wurde die Niederlande in den Weltverband IFF aufgenommen. 2002 folgte mit einem 19. Platz die erste Weltmeisterschaftsteilnahme, 2006 erreichte das niederländische Team mit Platz 13 das bislang beste Weltmeisterschaftsresultat.
In den Niederlanden gibt es rund 1000 Spieler, darunter 387 im Herrenbereich.

## Weltmeisterschaften
| WM   | Austragungsort(e)                              | Platz              |
| ---- | ---------------------------------------------- | ------------------ |
| 2002 | Helsinki                                       | 19. Platz          |
| 2004 | Zürich, Kloten                                 | 14. Platz          |
| 2006 | Helsingborg, Malmö, Botkyrka, Solna, Stockholm | 13. Platz          |
| 2008 | Ostrava, Prag                                  | 19. Platz          |
| 2010 | Helsinki, Vantaa                               | nicht qualifiziert |
| 2012 | Zürich, Bern                                   | nicht qualifiziert |
| 2014 | Göteborg, Schweden                             | nicht qualifiziert |
| 2016 | Riga, Lettland                                 | nicht qualifiziert |
| 2018 | Prag                                           | nicht qualifiziert |
| 2021 | Helsinki                                       | nicht qualifiziert |
| 2022 | Zürich, Winterthur                             | nicht qualifiziert |